# Thế giới bị mất: Công viên kỷ Jura
Thế giới bị mất: Công viên kỷ Jura hoặc là Công viên khủng long 2 (tựa tiếng Anh: The Lost World: Jurassic Park) là một bộ phim kinh dị, viễn tưởng và phiêu lưu năm 1997 của Mỹ, là phần tiếp theo của phim Công viên kỷ Jura, đạo diễn của phim vẫn là Steven Spielberg. Phim vẫn dựa theo một tiểu thuyết của nhà văn Michael Crichton có tựa đề The Lost World, phim có sự góp mặt của Jeff Goldblum, Julianne Moore, Vince Vaughn, Pete Postlethwaite, Richard Schiff, Arliss Howard, Thomas F. Duffy, Vanessa Lee Chester và Richard Attenborough. Phần tiếp theo của bộ phim ra mắt năm 2001 có tên Công viên kỷ Jura III.

## Nội dung
Sau vụ một đứa bé trong một du thuyền đang đậu tại Isla Nublar bị cắn bị thương thì nhà tài phiệt John Hammond đã cử một nhóm đến hòn đảo đó để tìm hiểu và đồng thời ngăn chặn những kẻ xấu của công ty inGen đến và đưa những con khủng long về đất liền. Từ đây đã xảy ra vụ việc kinh hoàng tại San Diego mà một con khủng long bạo chúa đã ăn thịt rất nhiều người.

## Diễn viên
- Jeff Goldblum - Tiến sĩ Ian Malcolm
- Julianne Moore - Tiến sĩ Sarah Harding
- Vince Vaughn - Nick Van Owen
- Pete Postlethwaite - Roland Tembo
- Arliss Howard - Peter Ludlow
- Richard Schiff - Eddie Carr
- Peter Stormare - Dieter Stark
- Richard Attenborough - ông John Hammond
- Vanessa Lee Chester - Kelly Curtis Malcolm
- Thomas F. Duffy - Tiến sĩ Robert Burke
- Harvey Jason - Ajay Sidhu
- Thomas Rosales Jr. - Carter, bạn duy nhất của Dieter
- Geno Silva - Carlos
- Alex Miranda - Higo, con trai của Carlos